# Dendropanax cuneifolius
Dendropanax cuneifolius là một loài thực vật có hoa trong Họ Cuồng cuồng. Loài này được (C.Wright ex Griseb.) Seem. mô tả khoa học đầu tiên năm 1868.